# Río Flamisell
Río Flamisell är ett vattendrag i Spanien.   Det ligger i provinsen Província de Lleida och regionen Katalonien, i den nordöstra delen av landet, 400 km nordost om huvudstaden Madrid. Río Flamisell ligger vid sjön Pantà de Sant Antoni.